# Morton Grove
Morton Grove é uma aldeia localizada no estado americano de Illinois, no Condado de Cook.

## Demografia
Segundo o censo americano de 2000, a sua população era de 22.451 habitantes.
Em 2006, foi estimada uma população de 22.462, um aumento de 11 (0.0%).

## Geografia
De acordo com o United States Census Bureau tem uma área de 13,2 km², dos quais 13,2 km² cobertos por terra e 0,0 km² cobertos por água.

## Localidades na vizinhança
O diagrama seguinte representa as localidades num raio de 8 km ao redor de Morton Grove.